# Anton Pfeffer
Anton Pfeffer   (Lilienfeld, 17 d'agost de 1965), també anomenat Toni Pfeffer, és un exfutbolista austríac de la dècada de 1990.
Fou 63 cops internacional amb la selecció austríaca amb la qual participà en la Copa del Món de futbol de 1990 i a la Copa del Món de futbol de 1998.
Tota la seva carrera la passà al club Austria Wien.

## Palmarès
Jugador
Austria Viena
- Lliga austríaca de futbol: 1986, 1991, 1992, 1993
- Supercopa austríaca de futbol: 1986, 1990, 1992, 1994